# Kaleen
Kaleen, pseudonimo di Marie-Sophie Kreissl (Wels, 12 novembre 1994), è una ballerina, coreografa e cantante austriaca.
Ha rappresentato l'Austria all'Eurovision Song Contest 2024 con il brano We Will Rave.

## Biografia
Nata a Wels, e cresciuta nel comune di Ried im Traunkreis, è nipote di Hanneliese Kreißl-Wurth, compositrice, paroliera e produttrice di brani di genere folk e musica popolare tedesca. A due anni ha iniziato a dimostrare una spiccata passione per la danza, riuscendo poi a conquistare il suo primo titolo di campionato a livello nazionale all'età di sette.
È salita alla ribalta nel 2014, quando ha preso parte alla seconda edizione della versione tedesca di Got to Dance, dove è riuscita ad arrivare fino alle fasi finali del programma insieme al suo partner di ballo. Dal 2018 è coinvolta nell'organizzazione dell'Eurovision e del Junior Eurovision Song Contest in ruoli come cantante sostituta nelle prove generali, coreografa degli intervalli, direttore creativo e scenico di varie performance.
Dal 2020 ha iniziato a lavorare come coreografa e direttore artistico anche per conto dell'emittente austriaca ORF, in particolare ha curato le coreografie per il talent Starmania. L'anno successivo ha fondato la propria etichetta discografica, la Wifi Records, con cui ha pubblicato il singolo di debutto Too Good to Not, seguito poi dall'album di debutto Stripping Feelings, pubblicato nel 2023.
Il 16 gennaio 2024, l'emittente austriaca ORF l'ha selezionata internamente come rappresentante nazionale per l'Eurovision Song Contest 2024, a Malmö. Il suo brano eurovisivo We Will Rave, è stato presentato nel mese di marzo. Ha staccato il pass per la serata finale classificandosi al 9º posto nella seconda semifinale. L'11 maggio, la rappresentante austriaca ha ottenuto 24 punti, che le faranno concludere la gara al 24º posto, in penultima posizione, peggiore piazzamento per l'Austria in finale dal 2015.

## Influenze musicali
Kaleen cita Dua Lipa, le Little Mix, Ariana Grande, Beyoncé e Zara Larsson come sue principali influenze artistiche.

## Discografia

### Album
- 2023 – Stripping Feelings

### Singoli
- 2021 – Too Good to Not
- 2021 – Don't Wanna Leave You Now
- 2022 – Games
- 2022 – Put You Down
- 2023 – What It Feels Like
- 2023 – Taking Chances
- 2024 – We Will Rave